# Шевченко (Апостоловский район)
Шевченко (укр. Шевченко) — село,
Владимировский сельский совет,
Апостоловский район,
Днепропетровская область,
Украина.
Код КОАТУУ — 1220382204. Население по переписи 2001 года составляло 424 человека.

## Географическое положение
Село Шевченко находится между сёлами Владимировка и Солдатское (1,5 км),
в 7-и км от города Апостолово.